# Мальоване коло
«Мальоване коло» — радянський художній фільм 1988 року, знятий режисером Діто Цинцадзе на кіностудії «Грузія-фільм».

## Сюжет
Гіпнотизер і фокусник Давид Чейшвілі, намагаючись визволити з дрібної кримінальної історії свого сина, йде на деяку поступку слідчому і допомагає отримати заповітний підпис у показаннях підсудного. У хід пущені можливості гіпнотизера. Фокус вдається і жертва розписується під свідченнями, проте правила гри порушуються слідчим.

## У ролях
- Джемал Сіхарулдзе — Давид Чейшвілі
- Байя Двалішвілі — головна роль
- Важа Гелашвілі — головна роль
- Кеті Панцхава — роль другого плану
- Заза Бабунашвілі — роль другого плану
- Грігол Нацвлішвілі — роль другого плану
- Ірина Подкопаєва — роль другого плану
- Леван Еріставі — роль другого плану
- Хатуна Іоселіані — роль другого плану
- Андрій Логвинов — роль другого плану
- Додо Квачадзе — роль другого плану
- Мая Шермадіні — роль другого плану
- Етері Геловані — роль другого плану
- Бесо Одішарія — роль другого плану
- Людмила Алімбарашвілі — роль другого плану
- Гурам Гегечкорі — роль другого плану
- Георгій Гургулія — роль другого плану
- Темур Дасній — роль другого плану
- Михайло Джоджуа — роль другого плану
- Зураб Дігмелашвілі — роль другого плану
- Анзор Жванія — роль другого плану
- Володимир Намгалашвілі — роль другого плану
- Васо Рцхіладзе — роль другого плану
- Каха Таварткіладзе — роль другого плану
- Гоча Цхваріашвілі — роль другого плану
- Давіт Чачанідзе — роль другого плану
- Георгій Чіковані — роль другого плану
- О. Абрасімов — роль другого плану
- Н. Асатіані — роль другого плану

## Знімальна група
- Режисер — Діто Цинцадзе
- Сценарист — Діто Цинцадзе
- Оператор — Георгій Берідзе
- Композитор — Георгій Цинцадзе
- Художники — Темур Арджеванідзе, Ніколоз Шенгелая